# Orbital (альбом)
Orbital — дебютный студийный альбом дуэта Orbital, выпущенный в 1991 году. Также известен как «Green Album».

## Список композиций[2]

### Британское издание
1. «The Moebius» — 7:01
2. «Speed Freak» — 7:16
3. «Oolaa» — 6:21
4. «Desert Storm» — 12:05
5. «Fahrenheit 303» — 8:24
6. «Steel Cube Idolatry» — 6:34
7. «High Rise» — 8:24
8. «Chime» (Live) — 5:56
9. «Midnight» (Live) — 6:53
10. «Belfast» — 8:06
11. «I Think It’s Disgusting» (Outro) — 0:51

### Американское издание
1. «Belfast» — 8:06
2. «The Moebius» — 7:01
3. «Speed Freak» (Moby Remix) — 5:40
4. «Fahrenheit 303» — 7:04
5. «Desert Storm» — 12:05
6. «Oolaa» — 6:21
7. «Chime» — 8:01
8. «Satan» — 6:44
9. «Choice» — 5:30
10. «Midnight» — 5:08
11. «Steel Cube Idolatry» — 6:34 (доступен на кассетах)